# Diego Ruiz de la Torre Gómez de Barreda
Diego Ruiz de la Torre Gómez de Barreda, més conegut com a MacDiego (València, 1963) és un dissenyador i editor de còmic valencià.

## Biografia
En 1997 MacDiego va fundar amb Julio Sánchez Telio La Guillotina, la primera galeria dedicada a originals de còmic, i va començar a editar la revista gratuïta Ganadería Trashumante.
En 1995, amb Francisco Camarasa Pina, va fundar la seua pròpia editorial Joputa CB, refundada pel primer com Edicions de Ponent tres anys després.
Ha participat en nombroses exposicions, tant individuals com a col·lectives, a més ha estat comissari d'algunes altres, entre les quals calen destacar “Atles” per a la Fira Internacional del Moble; “Lámparas Maravillosas” per a l'ONG Pequeño Deseo; “25 ilustradores ilustran y dan lustre al ilustre don Jaime” per a Nuevo Centro; “Un Cabanyal de Vinyetes” per al col·lectiu Salvem el Cabanyal; “MacDiego Duets” en companyia d'altres quaranta artistes; “Paco Roca dibujante ambulante” i “Stop Motion don't Stop”, ambdues de gran èxit de públic per al MuVIM o “Harto de sexo” en La Rambleta. Entre 2014 i 2015 s'estrenaren "Del Tilt al Byte", "Ilustrados del Exilio" i "Los Surcos del Azar. Diario de ruta de Paco Roca".
Com a obra més visible a la ciutat de València, cal destacar les escultures metàl·liques de Picasso que va realitzar per a l'exposició del pintor que va realitzar la Fundació Bancaixa, i que encara estan situades a alguns punts de la ciutat.

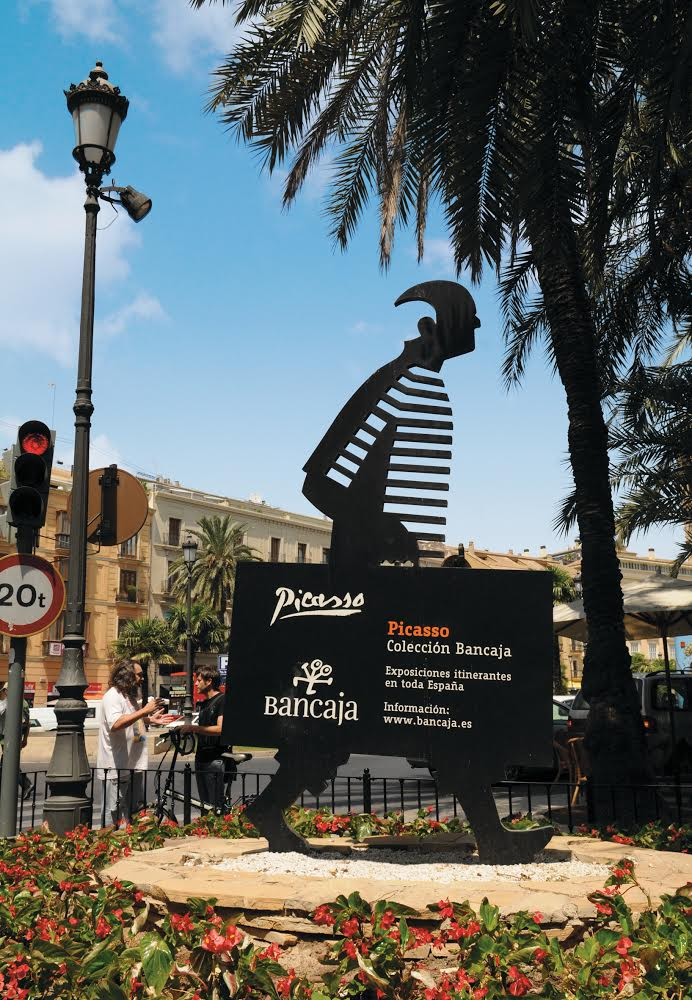
Estàtua metàl·lica per a la col·lecció Exposició de Picasso de la Fundació Bancaixa realitzada per MacDiego. Amb el seu autor i Paco Roca de fons.

Participa, també, en una tertúlia de ràdio al costat del dissenyador gràfic Modest Granados, el periodista i escriptor Ramón Palomar i l'autor de còmic Paco Roca. La Tertúlia Friki ha passat per diferents emissores valencianes i es va emetre sense interrupcions tots els divendres a les 13 hores al programa Obert al migdia de Punt Radio (92.0 FM) des de 1999 fins a març de 2013.